# Pasaporte a Magonia
Pasaporte a Magonia. Del folclore a los platillos volantes (en el original en inglés Passport to Magonia: From Folklore to Flying Saucers) es un ensayo sobre ufología escrito en 1969 por el astrofísico, ufólogo y experto en informática francés Jacques Vallée.

## Sinopsis
Ensayo considerado como la obra más importante de la historia de la ufología, Pasaporte a Magonia abrió las puertas para una nueva interpretación del fenómeno ovni, salvando así la clásica dicotomía entre el escepticismo y la hipótesis extraterrestre, y haciendo ver la necesidad de incluir el componente psíquico subjetivo (mitológico, histórico, folclórico, religioso) a la manifestación física objetiva del fenómeno.
Magonia, ciudad legendaria del folclore medieval y llamada así en algunas viejas crónicas, sería la región de donde procederían extrañas criaturas aéreas. Vallée reutilizaría dicho concepto para aludir a que "los seres de los ovnis actuales pertenecen al mismo tipo de manifestaciones que se describían en siglos pasados secuestrando humanos y volando a través de los cielos", tendiendo así un puente entre las visiones extraterrestres y las de ángeles, demonios, hadas y elfos. Todas serían, para él, manifestaciones de un mismo fenómeno.
Sus conclusiones e ideas finales de su trabajo manifiestan su convencimiento de un mismo mecanismo subyacente en el origen del mito de los platillos volantes y aquel que sustenta las historias sobre seres sobrenaturales o apariciones religiosas, además de remarcar la fuerza del mito de los platillos volantes y la aparente absurdez del comportamiento del fenómeno.

## Índice
- Prefacio
- I. Visiones de un mundo paralelo
- II. El buen pueblo
- III. La comunidad secreta
- IV. Ida y vuelta a Magonia
- V. Criaturas inmortales
- Apéndice: un siglo de aterrizajes de ovnis (1868-1968)

## Edición en español
- Pasaporte a Magonia. Traducción Antonio Ribera. Editorial Reediciones Anómalas. 2021. ISBN 978-84-09-28465-8.
- Pasaporte a Magonia. Traducción Antonio Ribera. Plaza & Janés. 1972 (Cartoné), 1976 (Bolsillo). ISBN 978-84-01-31018-8 / ISBN 978-84-01-47027-1.

- Datos: Q35273897